# Propithex
Propithex là một chi bướm đêm thuộc họ Geometridae.

## Các loài
- Propithex alternata
- Propithex glaucisparsa
- Propithex scintillulata
- Propithex tristriata